# Le Chambon-Feugerolles
Pour les articles homonymes, voir Chambon.
Le Chambon-Feugerolles est une commune française située dans le département de la Loire en région Auvergne-Rhône-Alpes.

## Géographie

### Localisation
La commune située à 11 km de Saint-Étienne, se trouve sur l'axe de communication reliant l’Auvergne à Rhône-Alpes. La ville est située au cœur de la vallée de l’Ondaine.

### Communes limitrophes
| Roche-la-Molière | Roche-la-Molière                                   | La Ricamarie            |
| Firminy          | du Chambon-Feugerolles                             | La Ricamarie            |
| Firminy          | Saint-Romain-les-Atheux Saint-Just-Malmont Firminy | Saint-Romain-les-Atheux |

### Hydrographie
Le Chambon-Feugerolles est traversé par la rivière Ondaine et de quelques-uns de ses affluents (le Cotatay, le Valchérie, le Malval, l'Echapre et le Borde-Matin).

### Géologie
La superficie de la commune est de 17,51 km2 ; son altitude varie de 464 à 849 mètres.
Le territoire communal se trouve au-dessus du bassin houiller de la Loire.

### Voies de communication et transports
La commune est desservie par trois lignes de la STAS (Société de l'agglomération stéphanoise) pour le compte de Saint-Étienne Métropole, la gare TER (tarification STAS+TER avec un pass Oùrà) desservie par des trains TER Auvergne-Rhône-Alpes et par deux lignes du réseau Cars Région Haute-Loire :
- la ligne M1 qui relie la gare de Saint-Étienne-Bellevue à l'Église Le Corbusier (Firminy) tous les jours, en soirée c'est la ligne S1 qui assure la desserte ;
- la ligne 30 qui relie l'église du Chambon, Firminy et le bourg d'Unieux ou Le Pertuiset tous les jours. Du lundi au vendredi en heures de pointe, elle dessert également les quartiers de la Michalière et des Eaux Vives.

La ligne de TER Firminy / Saint-Étienne-Châteaucreux permet de rejoindre en 10 minutes les lignes T1 et T3 du tramway de Saint-Étienne à Bellevue ou en 4 minutes le centre de Firminy. L'accès au TER + réseau STAS est permis grâce aux pass Oùra. 
Circulant tous les jours, l'offre est importante. La gare du Chambon-Feugerolles est desservie en semaine par (24 trains dans le sens Saint-Étienne et Lyon de 5 h 12 à 19 h 42 et par 26 trains) dans le sens Firminy et Le Puy-en-Velay de 6 h 50 à 22 h 19.
Enfin, deux lignes du réseau Cars Région Haute-Loire desservent la commune :
- la ligne H28 qui relie Saint-Étienne (Bellevue) à Beauzac
- la ligne H34 qui relie Saint-Étienne (Bellevue) à Sainte-Sigolène.

### Climat
Pour des articles plus généraux, voir Climat d'Auvergne-Rhône-Alpes et Climat de la Loire.
En 2010, le climat de la commune est de type climat des marges montargnardes, selon une étude du Centre national de la recherche scientifique s'appuyant sur une série de données couvrant la période 1971-2000. En 2020, Météo-France publie une typologie des climats de la France métropolitaine dans laquelle la commune est exposée à un climat de montagne ou de marges de montagne et est dans la région climatique Nord-est du Massif Central, caractérisée par une pluviométrie annuelle de 800 à 1 200 mm, bien répartie dans l’année.
Pour la période 1971-2000, la température annuelle moyenne est de 10,4 °C, avec une amplitude thermique annuelle de 16,8 °C. Le cumul annuel moyen de précipitations est de 785 mm, avec 8,6 jours de précipitations en janvier et 6,5 jours en juillet. Pour la période 1991-2020, la température moyenne annuelle observée sur la station météorologique de Météo-France la plus proche, « Saint-Étienne », sur la commune de Saint-Étienne à 7 km à vol d'oiseau, est de 11,4 °C et le cumul annuel moyen de précipitations est de 793,9 mm,. Pour l'avenir, les paramètres climatiques de la commune estimés pour 2050 selon différents scénarios d'émission de gaz à effet de serre sont consultables sur un site dédié publié par Météo-France en novembre 2022.
| Mois                                  | jan.           | fév.           | mars           | avril         | mai          | juin          | jui.         | août          | sep.          | oct.          | nov.          | déc.           | année      |
| ------------------------------------- | -------------- | -------------- | -------------- | ------------- | ------------ | ------------- | ------------ | ------------- | ------------- | ------------- | ------------- | -------------- | ---------- |
| Température minimale moyenne (°C)     | 0,2            | −0,1           | 2,5            | 5,8           | 9,1          | 13,1          | 14,7         | 14,2          | 11            | 8,3           | 4,2           | 1,1            | 7          |
| Température moyenne (°C)              | 3              | 3,4            | 7,1            | 10,8          | 14,1         | 18,6          | 20,5         | 19,9          | 16,1          | 12,2          | 7,4           | 4,1            | 11,4       |
| Température maximale moyenne (°C)     | 5,9            | 6,9            | 11,6           | 15,8          | 19,1         | 24            | 26,3         | 25,6          | 21,3          | 16,2          | 10,6          | 7,1            | 15,9       |
| Record de froid (°C) date du record   | −12,9 13.01.03 | −15,6 05.02.12 | −16,5 01.03.05 | −4,5 08.04.21 | 0,1 06.05.10 | 4,4 02.06.06  | 7,4 10.07.07 | 7,4 31.08.06  | 2,1 27.09.10  | −5 26.10.03   | −8,7 28.11.13 | −11,1 26.12.10 | −16,5 2005 |
| Record de chaleur (°C) date du record | 18,2 10.01.15  | 20,9 23.02.20  | 24 30.03.21    | 27,8 22.04.18 | 32 13.05.15  | 36,8 27.06.19 | 39 07.07.15  | 38,6 24.08.23 | 33,5 05.09.23 | 29,9 02.10.23 | 23,1 02.11.20 | 18,3 05.12.06  | 39 2015    |
| Précipitations (mm)                   | 41,8           | 38,7           | 39,7           | 62,7          | 83,7         | 80,6          | 78,7         | 79,4          | 65,1          | 81            | 87,1          | 55,4           | 793,9      |

## Urbanisme

### Typologie
Au 1er janvier 2024, Le Chambon-Feugerolles est catégorisée centre urbain intermédiaire, selon la nouvelle grille communale de densité à sept niveaux définie par l'Insee en 2022.
Elle appartient à l'unité urbaine de Saint-Étienne, une agglomération inter-départementale regroupant 32  communes, dont elle est une commune de la banlieue,,. Par ailleurs la commune fait partie de l'aire d'attraction de Saint-Étienne, dont elle est une commune de la couronne,. Cette aire, qui regroupe 105 communes, est catégorisée dans les aires de 200 000 à moins de 700 000 habitants,.

### Occupation des sols
L'occupation des sols de la commune, telle qu'elle ressort de la base de données européenne d’occupation biophysique des sols Corine Land Cover (CLC), est marquée par l'importance des forêts et milieux semi-naturels (43,2 % en 2018), en augmentation par rapport à 1990 (41,9 %). La répartition détaillée en 2018 est la suivante :
forêts (37,2 %), prairies (22,8 %), zones urbanisées (20,9 %), zones industrielles ou commerciales et réseaux de communication (8,6 %), milieux à végétation arbustive et/ou herbacée (6 %), zones agricoles hétérogènes (4,6 %). L'évolution de l’occupation des sols de la commune et de ses infrastructures peut être observée sur les différentes représentations cartographiques du territoire : la carte de Cassini (XVIIIe siècle), la carte d'état-major (1820-1866) et les cartes ou photos aériennes de l'IGN pour la période actuelle (1950 à aujourd'hui).

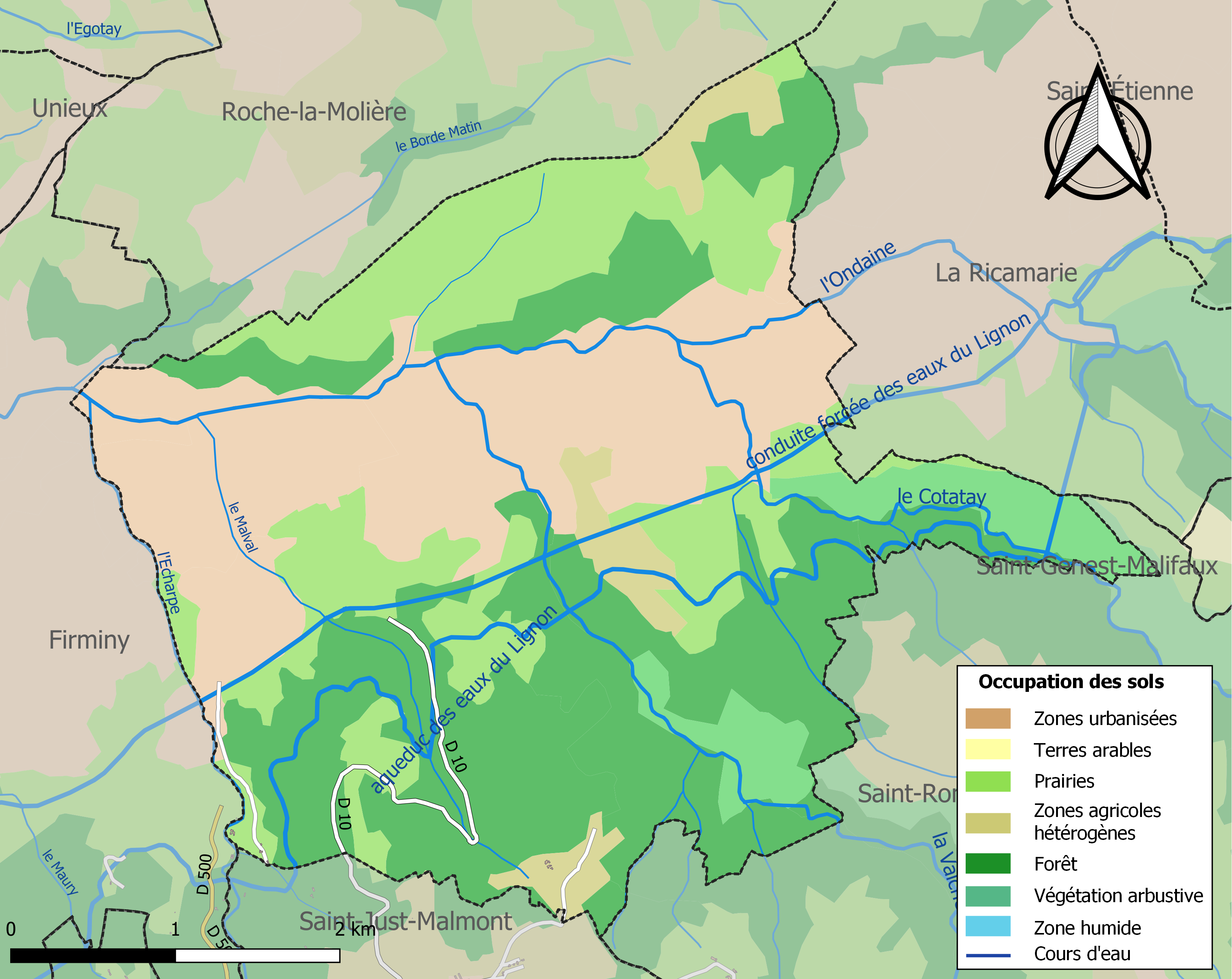
Carte des infrastructures et de l'occupation des sols de la commune en 2018 (CLC).

### Morphologie urbaine
La cité de la Romière-Bouchet, excentrée et séparée du reste de la ville par la RN 88, est considérée comme le quartier avec le plus de difficultés sociales de la vallée de l'Ondaine. Il est classé quartier prioritaire et fait l'objet d'un programme Agence nationale pour la rénovation urbaine (ANRU).

## Toponymie
Chambon : Cambo en gaulois signifiant « courbe », méandre de la rivière, le toponyme peut désigner par extension une « étroite bande de terre ».
Feugerolles évoque les fougères,, ; ce toponyme entre abusivement en résonance avec la famille d'Ogerolles/d'Augerolles (issu du latin Algirolis), maison ancienne selon La Mure, active en Forez et Roannais, mais qui n'a jamais possédé Feugerolles (seulement Roche aux XVe – XVIe siècles, l'héritière Françoise d'Augerolles de Roche-la-Molière épousant Alexandre Capponi de Feugerolles en 1586).

## Histoire

### Origines et âge d'or

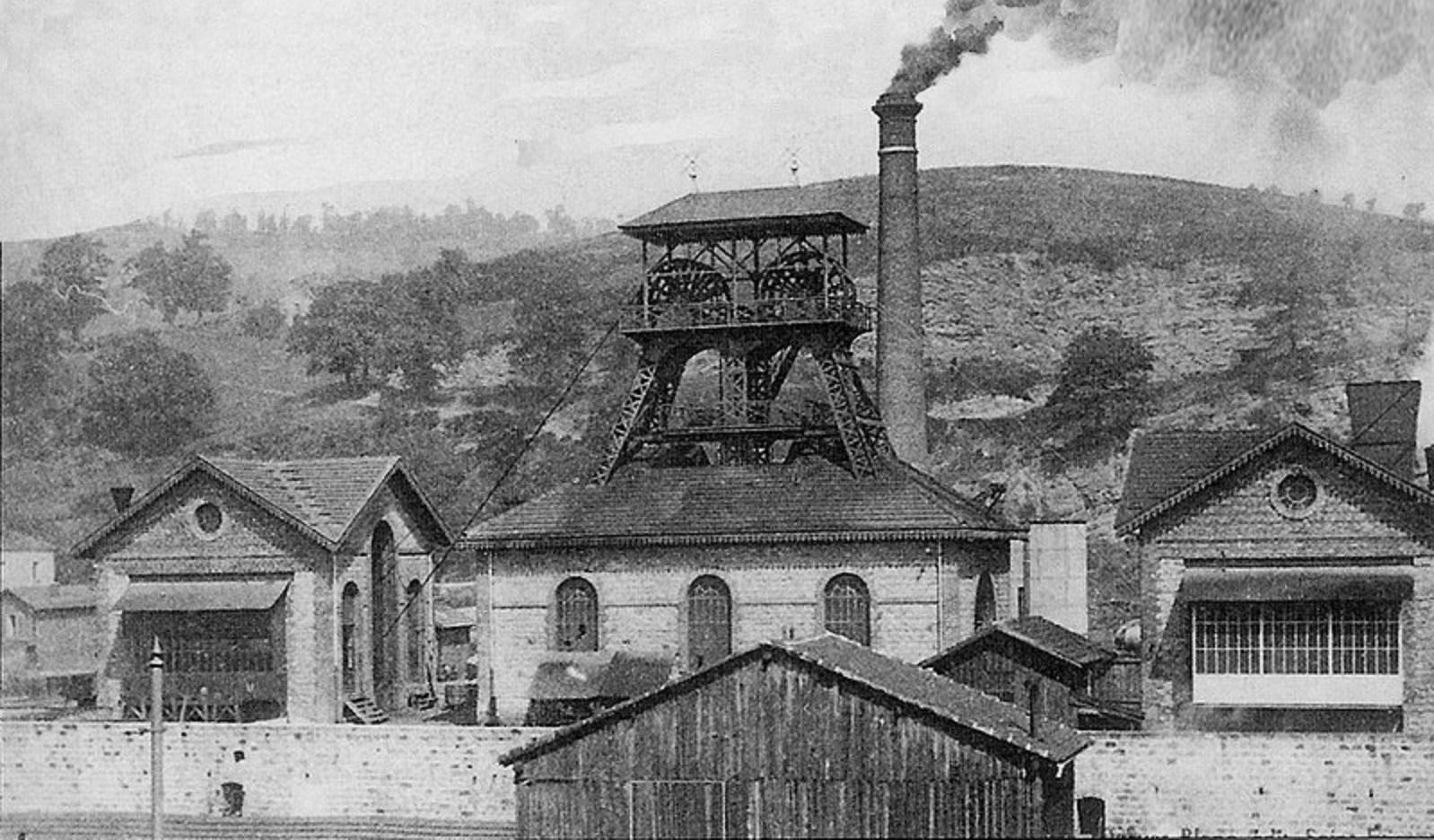
Le puits du Marais.

Au Moyen Âge, le bourg existait, dominé par le seigneur de Feugerolles qui avait le privilège de la justice et de l’administration. Il comptait, comme de nombreux villages, quelques forgerons et fabricants d’arbalètes.
La permutation de 1173 entre le comte de Forez et l'Église de Lyon indique que quiconque aura le château de Feugerolles devra hommage lige et fidélité au comte.
L'église Saint-Clément du Chambon apparaît en 1183 dans les possessions de l’abbaye de l’Île Barbe et la cure de la paroisse était à la nomination de celle de Firminy dépendant du même monastère.
Nous donnons ci-après le schéma de la succession des sires de Feugerolles,, particulièrement les Lavieu aux XIIIe – XVe siècles.
Au XVIe siècle, l’activité de la coutellerie se développe.
La métallurgie apparaît dans la seconde moitié du XIXe siècle avec l’installation des usines Crozet-Fourneyron, Claudinon, Chambert, puis pendant la Première Guerre mondiale celle de Froges-et-Camargue qui produisait des aciers spéciaux,. Les fabrications étaient assez variées : limes, pièces forgées ou moulées, éléments pour l’armement, outils… En 1880, la ville recensait 480 métallurgistes (772 en 1912), environ 1 000 ouvriers de forge et 900 pour la taille des limes.
Au XIXe siècle, Le Chambon-Feugerolles était le chef-lieu du canton de la vallée de l’Ondaine et donc le siège des fonctionnaires (juges de paix, greffiers, notaires, percepteur…).
À cette époque, le cadre de vie était plutôt médiocre du fait d’une forte activité industrielle. Il s’améliora sous l’impulsion de la municipalité de Pétrus Faure, à qui les Chambonnaires renouvelèrent leur confiance de 1925 à 1971 (sauf pendant la guerre).
Le Chambon-Feugerolles est né de la fusion de deux communes en 1832.
En 1843, la commune cède une partie du territoire lors de la création de la commune voisine de La Ricamarie.

### Histoire récente
Le 5 juin 2007, une importante crue de l'Ondaine et des petits rus qui descendent du plateau du Bessy au nord de l'Ondaine, provoquée par d'importants orages, a inondé une partie de la ville du Chambon-Feugerolles et provoqué de nombreux dégâts mais aucune victime. Malgré le caractère rapide de la crue (environ une demi-heure), l'eau est montée jusqu'à 1,7 m dans certaines habitations. Les services météorologiques avaient pourtant émis une alerte aux orages pouvant être localement forts.
En 2008, un incendie ravage le gymnase Guy-et-Alain, l'un des principaux lieux sportifs de la commune depuis 1980.

### Entreprises notables
La forge Blaise Frères, créée en 1885, fabrique des lames pour l'escrime sportive de haut niveau.

## Politique et administration

### Liste des maires

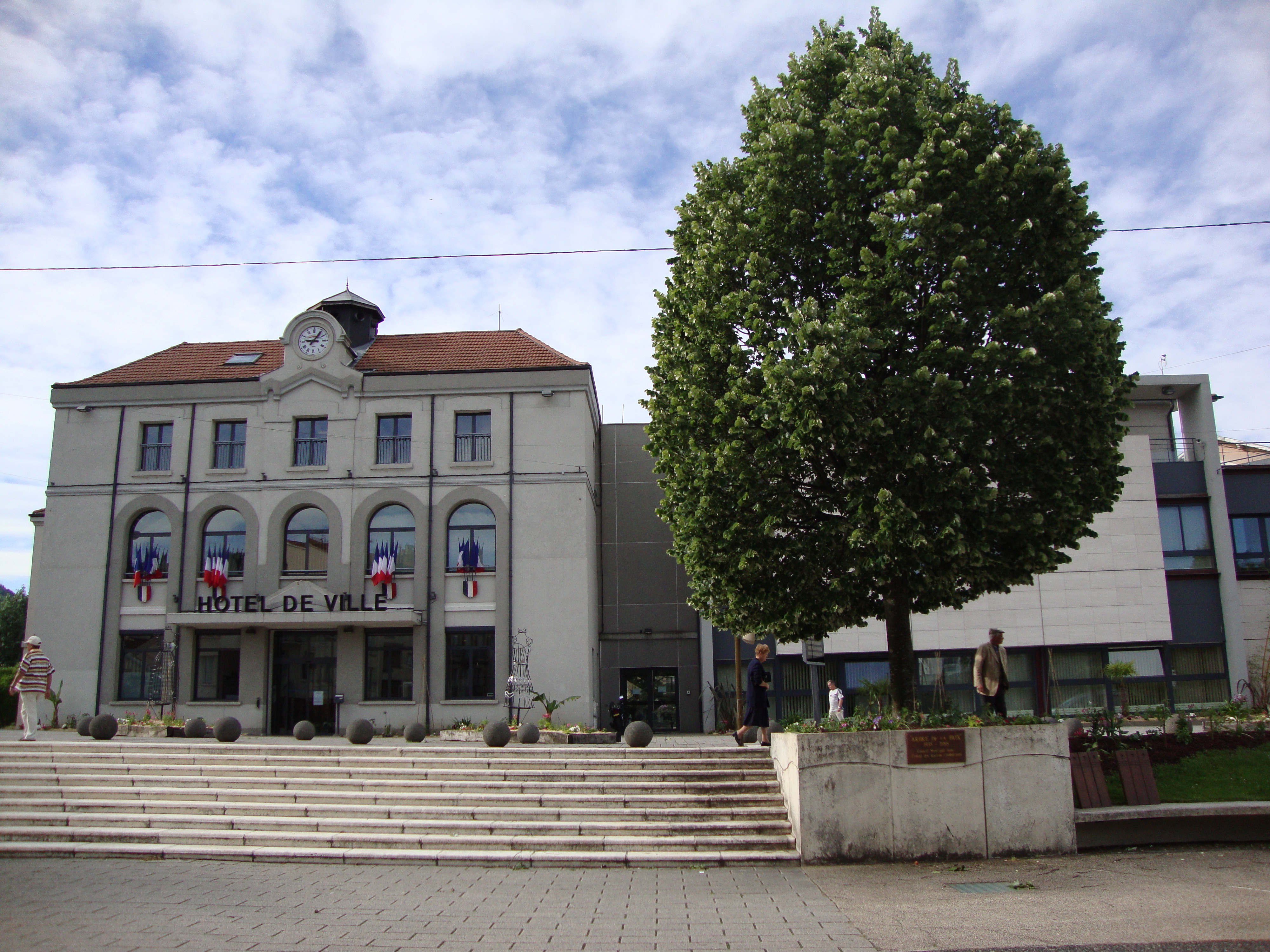
L'hôtel de ville, place Jean-Jaurès.

| Période   | Période   | Identité              | Étiquette            | Qualité |
| --------- | --------- | --------------------- | -------------------- | --- |
| 1944      | 1947      | Antoine Thevenon      |                      | |
| 1947      | 1971      | Pétrus Faure          | SFIO puis PS         | |
| Mars 1971 | mars 1983 | Jean Moulin           | PS                   | |
| Mars 1983 | 1988      | André Cognet          | UDF                  | |
| Mai 1988  | Mai 2020  | Jean-François Barnier | UDF puis SE puis UDI | Vice-président du conseil départemental de la Loire Vice-président de Saint-Étienne Métropole Président de l'Association des Maires de la Loire |
| 2020      | En cours  | David Fara            | DVD                  | Secrétaire général de l'École nationale supérieure des mines de Saint-Étienne                                                                   |

### Tendances politiques et résultats
Aux élections européennes du 9 juin 2024, le parti au pouvoir n'arrive que 3ème avec 8,81% (contre 14,04% en 2019),, loin derrière le Rassemblement national, toujours premier (40,83% contre 35,20% en 2019),, devant LFI (21,71% contre 9% en 2019),, et PS-Place publique (8,10% contre 5,07% en 2019), terminant 4ème. La participation est en forte hausse,.

### Jumelages
- Herzebrock-Clarholz (Rhénanie-du-Nord-Westphalie, Allemagne) depuis le 8 avril 1973.

## Démographie
Les habitants sont appelés les Chambonnaires.

L'évolution du nombre d'habitants est connue à travers les recensements de la population effectués dans la commune depuis 1793. Pour les communes de plus de 10 000 habitants les recensements ont lieu chaque année à la suite d'une enquête par sondage auprès d'un échantillon d'adresses représentant 8 % de leurs logements, contrairement aux autres communes qui ont un recensement réel tous les cinq ans,.

En 2022, la commune comptait 12 307 habitants, en évolution de −1,43 % par rapport à 2016 (Loire : +1,32 %, France hors Mayotte : +2,11 %).
| 1793  | 1800  | 1806  | 1821  | 1831  | 1836  | 1841  | 1846  | 1851  |
| ----- | ----- | ----- | ----- | ----- | ----- | ----- | ----- | ----- |
| 1 180 | 1 245 | 1 234 | 1 426 | 1 600 | 4 013 | 4 028 | 3 674 | 3 868 |

| 1856  | 1861  | 1866  | 1872  | 1876  | 1881  | 1886  | 1891  | 1896  |
| ----- | ----- | ----- | ----- | ----- | ----- | ----- | ----- | ----- |
| 4 307 | 5 514 | 6 954 | 6 772 | 8 314 | 8 160 | 8 532 | 9 016 | 9 915 |

| 1901   | 1906   | 1911   | 1921   | 1926   | 1931   | 1936   | 1946   | 1954   |
| ------ | ------ | ------ | ------ | ------ | ------ | ------ | ------ | ------ |
| 11 528 | 12 011 | 12 714 | 13 516 | 14 789 | 15 106 | 14 802 | 15 653 | 17 695 |

| 1962   | 1968   | 1975   | 1982   | 1990   | 1999   | 2006   | 2011   | 2016   |
| ------ | ------ | ------ | ------ | ------ | ------ | ------ | ------ | ------ |
| 20 320 | 21 987 | 20 091 | 18 149 | 16 070 | 14 090 | 12 776 | 12 496 | 12 486 |

| 2021   | 2022   | - | - | - | - | - | - | - |
| ------ | ------ | - | - | - | - | - | - | - |
| 12 066 | 12 307 | - | - | - | - | - | - | - |

## Culture locale et patrimoine

### Lieux et monuments

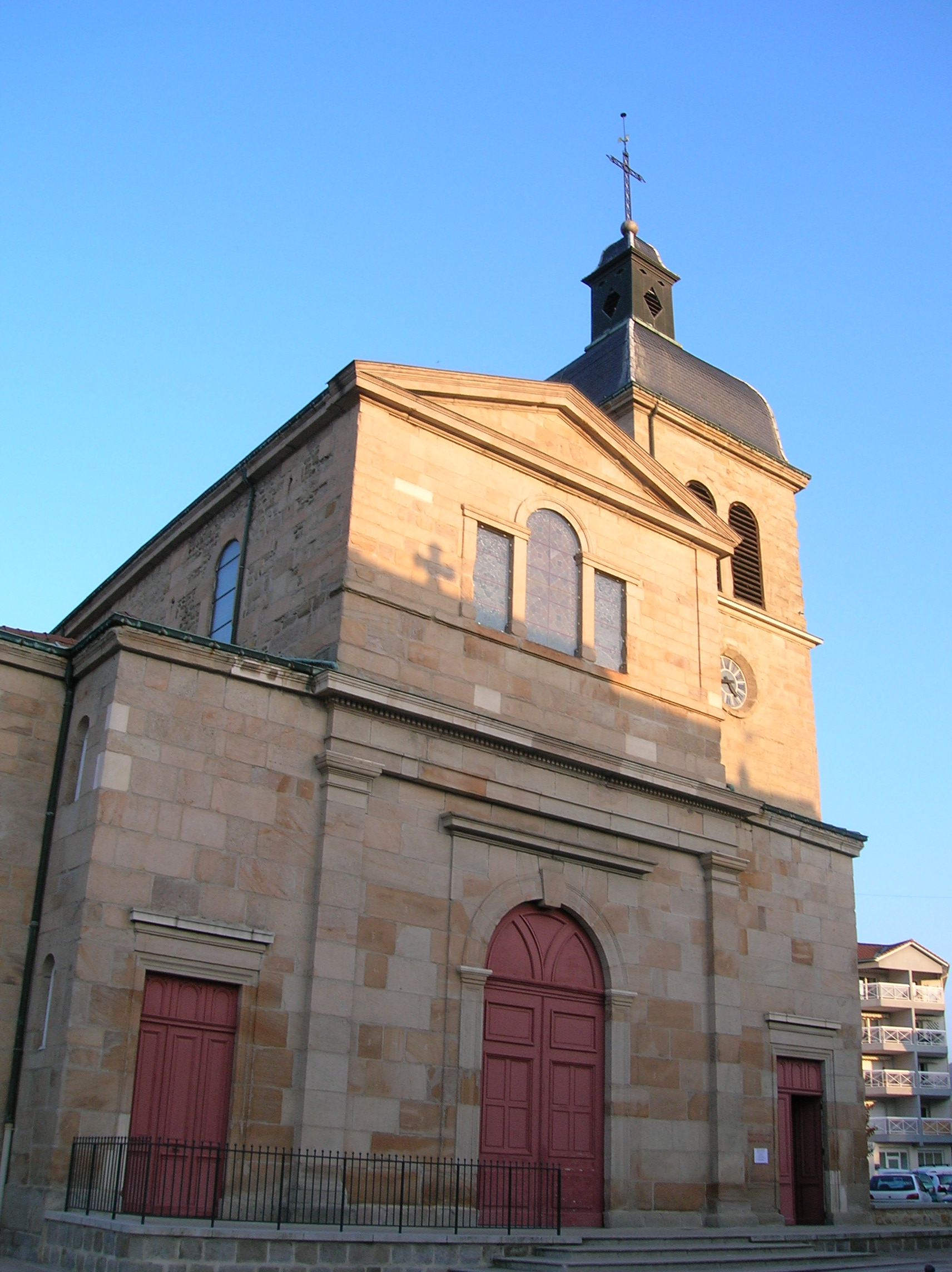
L'église Saint-Clément.

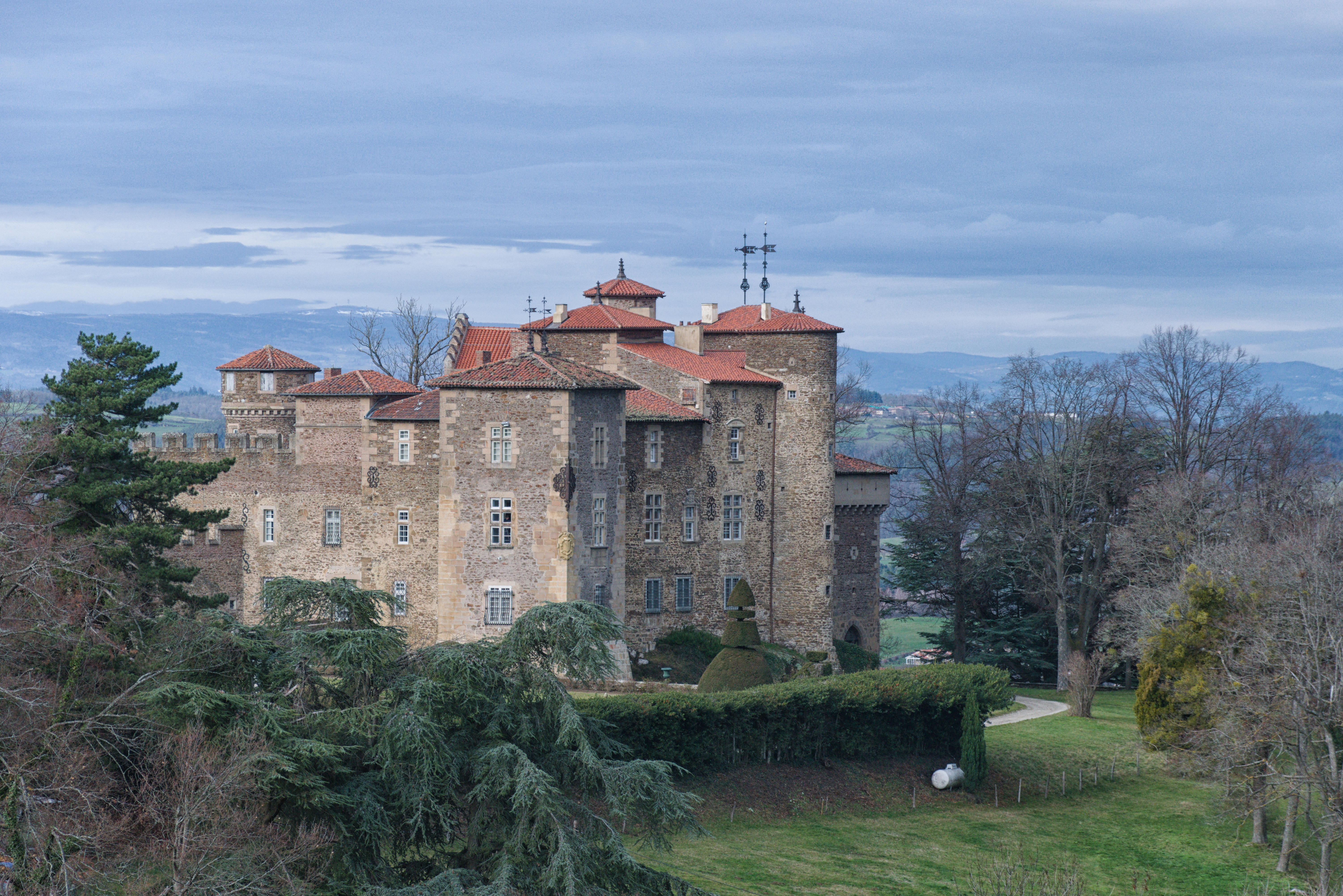
Le château de Feugerolles.

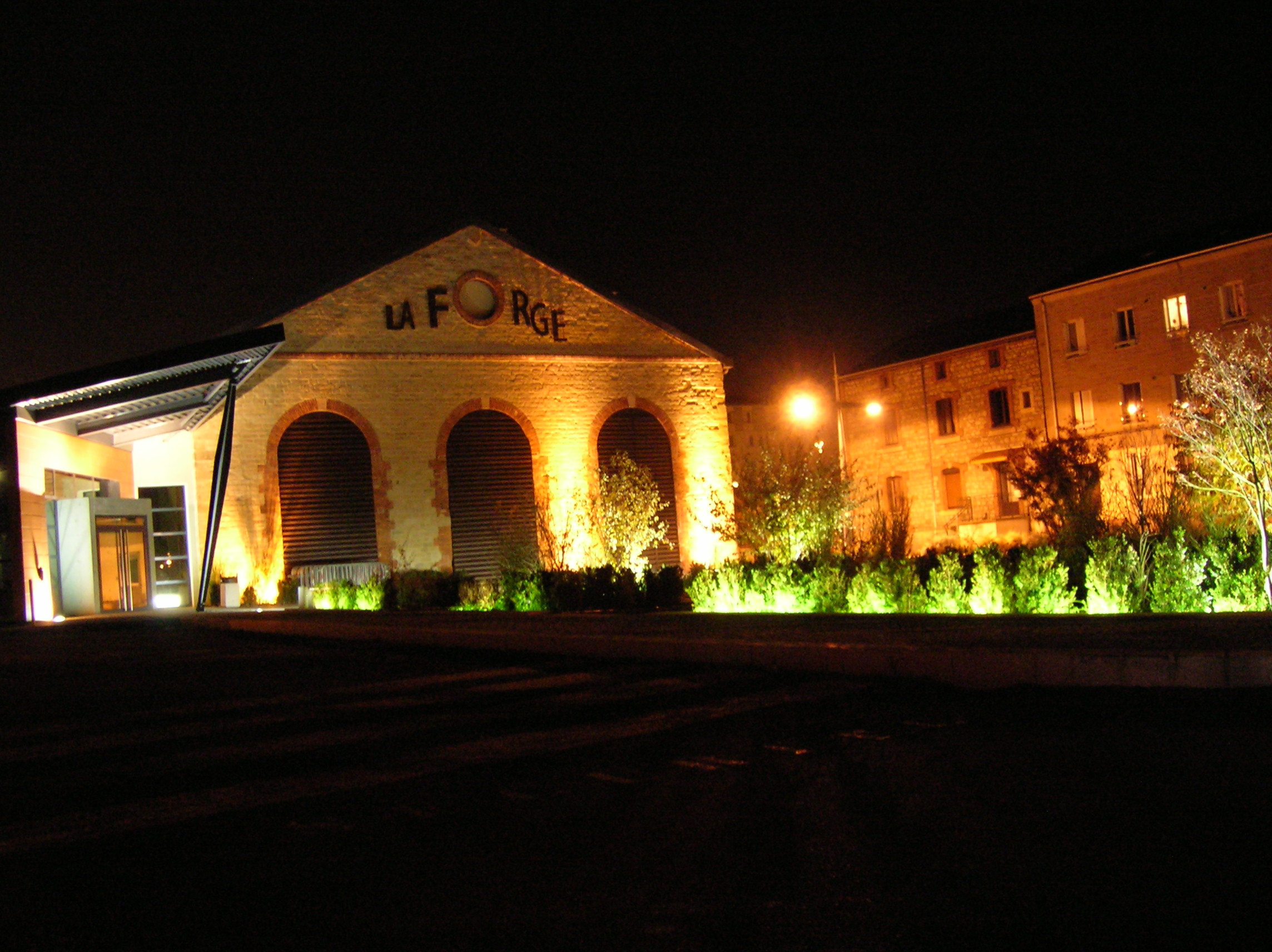
La Forge, ancienne usine reconvertie en salle de spectacle.

- L'église Saint-Clément du Chambon-Feugerolles du XIXe siècle (terminée en 1851)[43], d'un style néo-classique.
- Église du Bon-Pasteur de la Romière.
- Église du Christ-Roi de Gaffard.
- Église Notre-Dame de Cotatay, et la vallée du Cotatay[44].
- Le château de Feugerolles, monument d'architecture militaire et civile des XIVe et XVe siècles[45].
- La Vierge du Chambon-Feugerolles ou Notre-Dame de Poix, dite « La Madone » (1870)[46] .
- Salle de spectacles La Forge.
- Espace culturel Albert-Camus.
- Le puits du Marais.

### Espaces verts et fleurissement
En 2014, la commune obtient le niveau « trois fleurs » au concours des villes et villages fleuris.

### Personnalités liées à la commune
- James Jackson (1771-1829), originaire de Lancaster, fonde à Trablaine en 1815 une usine qui produit pour la première fois en France de l'acier fondu.
- Hippolyte de Souzy de Charpin-Feugerolles (1816-1894), homme politique mort à Feugerolles.
- Michel Rondet (1841-1908), syndicaliste, né au Chambon-Feugerolles.
- Marcellin Souhet (1845-1925), homme politique et négociant en grains et farines, né au Chambon-Feugerolles.
- Georges Claudinon (1849-1930), député, ingénieur, maire du Chambon-Feugerolles où il est mort.
- Jean Boudoint (1860-1943), homme politique et avocat né au Chambon-Feugerolles.
- Pétrus Faure (1891-1985), député, maire du Chambon-Feugerolles où il est mort.
- Benoît Frachon, syndicaliste né au Chambon en 1893.

### Héraldique
|  | Armoiries du Chambon-Feugerolles : D’azur à l’engrenage d’or posé sous la bande aux attributs de mine, boulonnerie et limes posés au-dessus de la bande, à la bande de gueules brochant, chargée de trois abeilles d’argent, au chef de vair qu’est Lavieu¹, à la couronne murale de quatre tours. ¹ Le château de Feugerolles est vendu en 1260 à Hugues de Lavieu. |